# شاليكس (أين)
شاليكس (بالفرنسية: Challex)‏ هي بلدية فرنسية تقع في إقليم الأين في فرنسا. رمز إنسي لها هو:1078. أما الرمز البريدي لها فهو: 1630.